# Parksmania Awards
I Parksmania Awards sono i più importanti premi italiani dedicati ai parchi di divertimento, assegnati dalla testata giornalistica online Parksmania.it a partire dal 2000. Il premio considera chi, nell'arco della stagione, si è distinto nel proprio settore, sia in ambito italiano che in quello europeo. Sono da considerare come gli "Oscar del divertimento" in Italia, gli equivalenti nazionali dell'Applause Award. La prima cerimonia di premiazione si è svolta nel corso della Fiera internazionale Euro Amusement Show 2003 per la stagione 2002, dopodiché, nei due anni successivi, si è svolta in occasione della Borsa Internazionale del Turismo di Milano (BIT). Nel 2005 l'evento si è spostato a Mirabilandia e negli anni successivi si sono alternati come location alcuni tra i più importanti parchi di divertimento italiani (Movieland, Gardaland, Rainbow MagicLand, Castello di Gropparello, Leolandia).

## Regolamento e categorie
La commissione che assegna i premi è composta da sette membri della redazione della testata giornalistica. Ogni anno questi membri vanno a visitare i parchi italiani ed esteri, per testare e giudicare le innovazioni apportate e la preparazione del personale. Le categorie principali (rese definitive dal 2011 in poi) sono:
- Parco dell'anno;
- Parco Acquatico dell'anno;
- Miglior Nuova Attrazione;
- Miglior Nuova Attrazione Family;
- Miglior Personale;
- Miglior Show Outdoor;
- Miglior Show Indoor;
- Parco Europeo dell'anno;
- Miglior Nuova Attrazione Europea (a partire dall'edizione 2016 il premio viene assegnato alle 3/4 migliori nuove attrazioni con il titolo di "European Top New Attraction");
- Miglior Evento Europeo.

A questi premi si aggiungono poi altri premi speciali che la commissione assegna ai parchi per le iniziative imprenditoriali: solitamente, questo premio viene assegnato ai parchi cosiddetti minori che, nonostante le non grandi disponibilità finanziarie, si attrezzano con novità ogni anno.

## Albo d'Oro

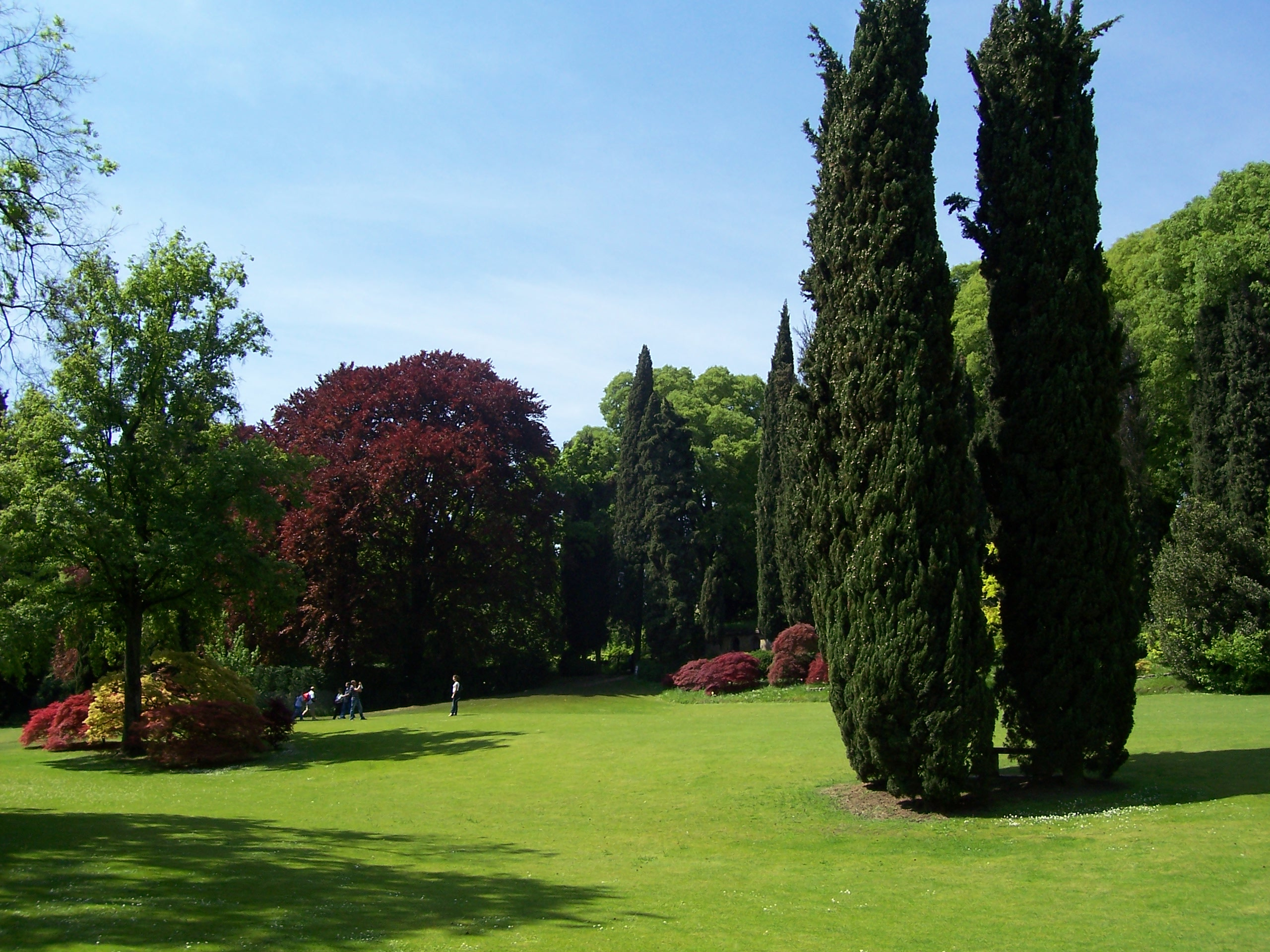
Il Parco Giardino Sigurtà, il migliore tra i parchi botanici in Italia

### Stagione 2000
- Parco Meccanico dell'anno: Edenlandia
- Parco Didattico dell'anno: Italia in miniatura
- Parco Faunistico dell'anno: Parco Natura Viva
- Parco Vita Marina dell'anno: Acquario di Genova
- Parco Botanico dell'anno: Parco Giardino Sigurtà
- Parco per Bambini dell'anno: Fiabilandia
- Miglior Attrazione Italiana: Katun di Mirabilandia
- Miglior Attrazione Acquatica: Jungle Rapids di Gardaland
- Miglior Attrazione di Parco Acquatico: Space Maker di Aqualandia
- Miglior Organizzazione: Aquapark Zambrone
- Miglior Area Tematizzata: Baia dei Pirati di Mirabilandia
- Miglior Show Musicale: Le Caravelle

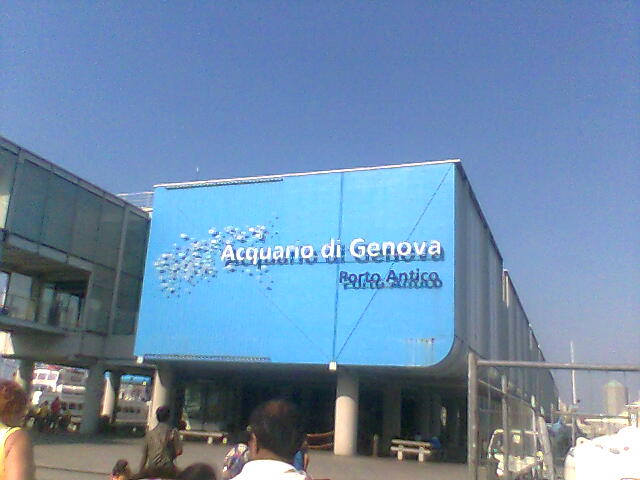
L'Acquario di Genova, fiore all'occhiello della Liguria, è stato per anni premiato ai Parksmania Awards.

### Stagione 2001
- Parco dell'anno: Gardaland
- Parco Meccanico dell'anno: Edenlandia
- Parco Didattico dell'anno: Italia in Miniatura
- Parco Faunistico dell'anno: Parco Natura Viva
- Parco Vita Marina dell'anno: Acquario di Genova
- Parco Botanico dell'anno: Parco Giardino Sigurtà
- Parco per Bambini dell'anno: Fiabilandia
- Miglior Roller Coaster: Katun di Mirabilandia
- Miglior Attrazione di Parco Acquatico: Space Maker di Aqualandia
- Miglior Organizzazione: Aquapark Zambrone
- Miglior Area Tematizzata: Baia dei Pirati di Mirabilandia
- Miglior Show Musicale: Aquapark Zambrone e Le Caravelle

### Stagione 2002
- Parco Acquatico dell'anno: Aqualandia
- Parco Didattico dell'anno: Italia in Miniatura
- Parco Faunistico dell'anno: Parco Natura Viva
- Parco Vita Marina dell'anno: Acquario di Genova
- Parco per Bambini dell'anno: Fiabilandia
- Miglior Attrazione: Jungle Rapids di Gardaland
- Miglior Attrazione di Parco Acquatico: Scary Falls di Aqualandia
- Miglior Tematizzazione: Caneva Aquapark
- Miglior Area Tematizzata: Fantasy Kingdom di Gardaland
- Cura del Verde: Parco Giardino Sigurtà
- Miglior Show: Scuola di Polizia 4 di Mirabilandia
- Miglior Comunicazione e Brand: Aquafan

Premi speciali a Aquapark Zambrone, Movieland Studios e Parco Giardino Sigurtà.

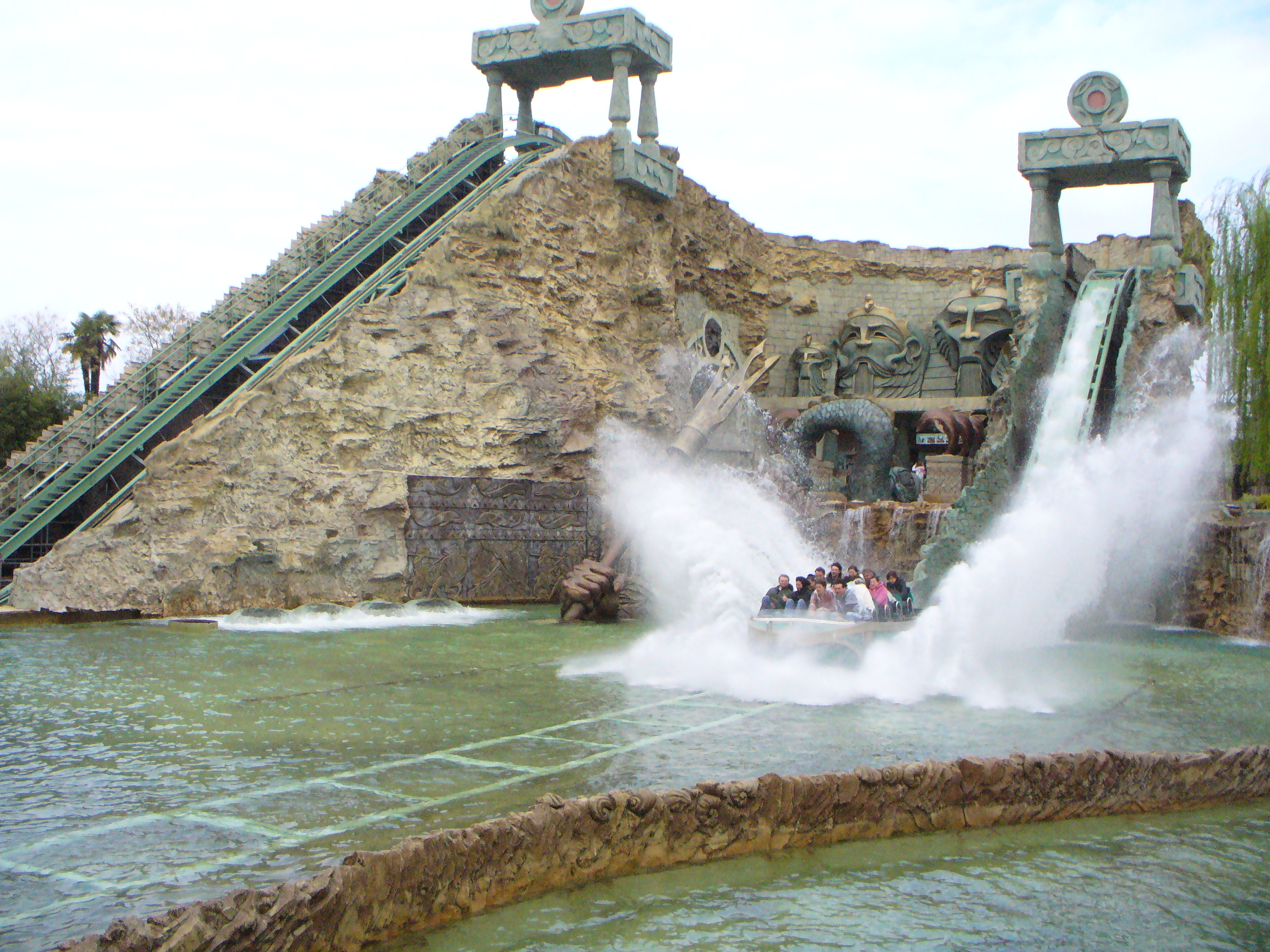
Fuga da Atlantide, il super splash di Gardaland miglior nuova attrazione del 2003.

### Stagione 2003
- Parco Acquatico dell'anno: Etnaland
- Parco Didattico dell'anno: Acquario di Cattolica
- Parco Faunistico dell'anno: Parco Natura Viva
- Parco Vita Marina dell'anno: Acquario di Genova
- Parco per Bambini dell'anno: Castello di Gropparello
- Miglior Nuova Attrazione: Fuga da Atlantide di Gardaland
- Miglior Attrazione: Magma di Movieland Studios
- Miglior Attrazione Thrill: Space Maker di Aqualandia
- Miglior Attrazione di Parco Acquatico: Extreme River di Aquafan
- Cura del Verde: Parco Giardino Sigurtà
- Miglior Show Musicale: Le Mummie di Gardaland
- Parco Europeo dell'anno: Europa Park
- Miglior Attrazione Europea: Pirates of the Caribbean di Disneyland Paris (consegnato durante Euro Amusement Show 2004 svoltosi dal 13 al 16 gennaio a Disneyland Paris)
- Miglior Attrazione Regionale Europea: Le Raft di Bagatelle (consegnato durante Euro Amusement Show 2004 svoltosi dal 13 al 16 gennaio a Disneyland Paris)
- Miglior Show Europeo: La Cinescènie di Puy du Fou (consegnato durante Euro Amusement Show 2004 svoltosi dal 13 al 16 gennaio a Disneyland Paris)

Premi speciali a Felisia, Mirabilandia Beach, Oltremare e Parc Astérix in Francia (consegnato durante Euro Amusement Show 2004 svoltosi dal 13 al 16 gennaio a Disneyland Paris).

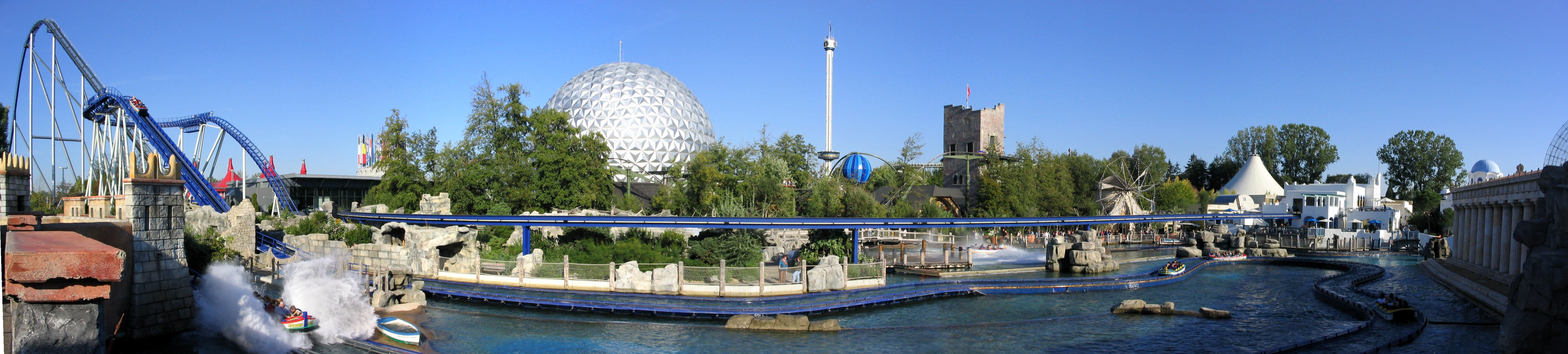
Europa Park, il parco straniero più premiato

### Stagione 2004
- Parco Edutainment dell'anno: Oltremare
- Parco Acquatico dell'anno: Mirabilandia Beach
- Miglior Nuova Attrazione: Terminator 2 di Movieland Studios
- Miglior Personale: Movieland Studios
- Miglior Ristorazione: Covo dei Bucanieri di Gardaland
- Miglior Show Musicale: Alice nel parco delle meraviglie di Gardaland
- Miglior Sito Web: Parco Natura Viva
- Parco Europeo dell'anno: Europa Park (consegnato durante Euro Amusement Show 2005 svoltosi presso Messe Wien Exhibition & Congress Center di Vienna dal 3 al 5 Febbraio 2006)
- Miglior Show Europeo: The Legend of the Lion King di Disneyland Paris (consegnato durante Euro Amusement Show 2005 svoltosi presso Messe Wien Exhibition & Congress Center di Vienna dal 3 al 5 Febbraio 2006)
- Miglior Evento Europeo: La Cinescènie di Puy du Fou (consegnato durante Euro Amusement Show 2005 svoltosi presso Messe Wien Exhibition & Congress Center di Vienna dal 3 al 5 Febbraio 2006)
- Miglior Sito Web Europeo: Efteling (consegnato durante Euro Amusement Show 2005 svoltosi presso Messe Wien Exhibition & Congress Center di Vienna dal 3 al 5 Febbraio 2006)

Premi speciali a Acquario di Cattolica, Aqualandia, Castello di Gropparello, Edenlandia, Etnaland e Fiabilandia.

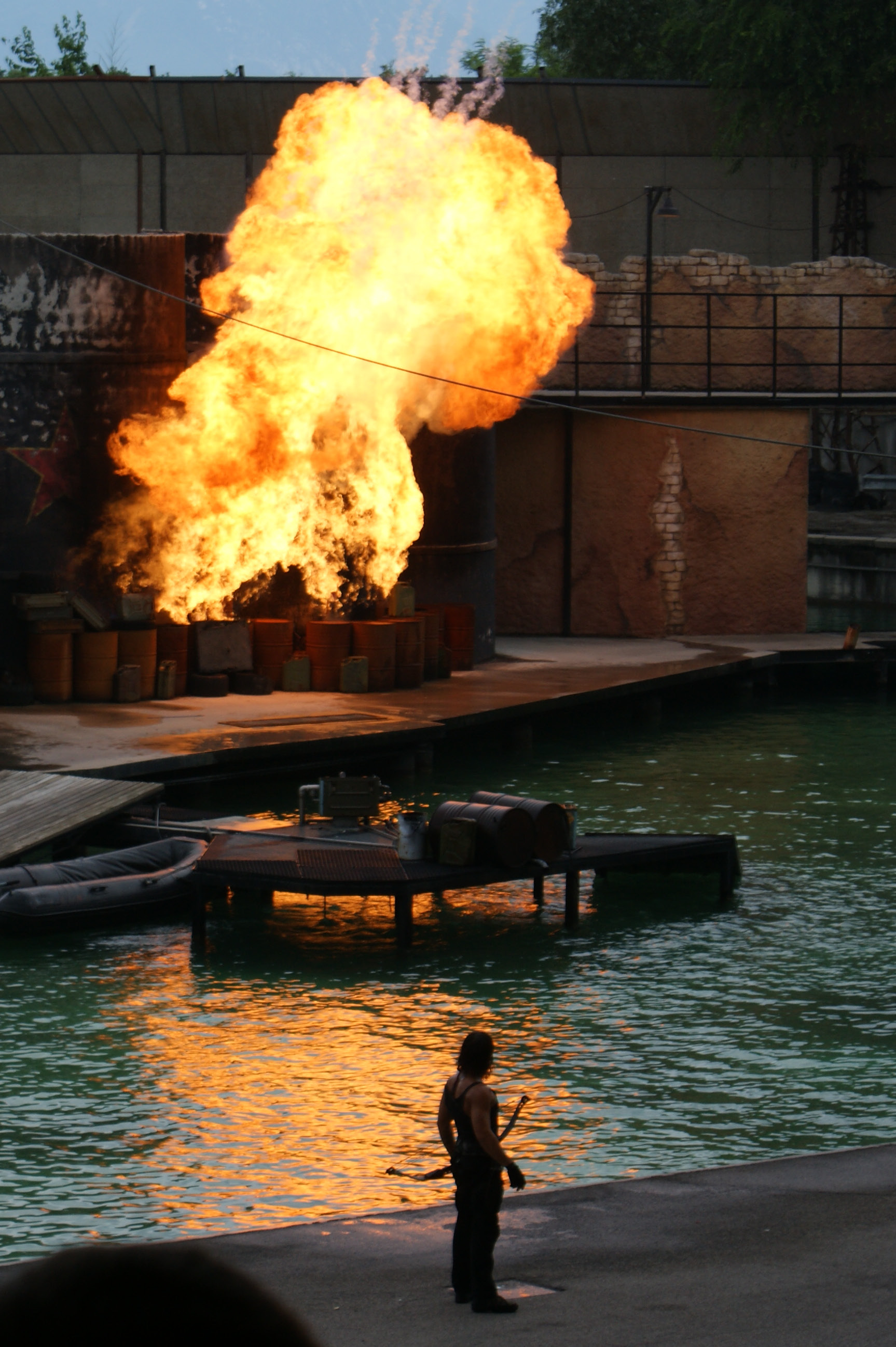
Lo stunt show di Rambo a Movieland Studios, premio al miglior spettacolo nel 2005

### Stagione 2005
- Parco Edutainment dell'anno: Italia in Miniatura
- Parco Acquatico dell'anno: Aqualandia
- Miglior Nuova Attrazione: Crocodile Rapids di Etnaland
- Miglior Personale: Oltremare
- Miglior Ristorazione: La Locanda del Faro di Mirabilandia
- Miglior Show Outdoor: Rambo di Movieland Studios
- Miglior Show Indoor: Happy Christmas Show di Gardaland
- Miglior Sito Web: Acquario di Genova
- Premio ISCO ai migliori gadget personalizzati: Gardaland

Premi speciali a Aqualandia, Le Caravelle, Le Cupole Lido, Gulliverlandia, Le Vele e Zoomarine.

### Stagione 2006
- Parco Edutainment dell'anno: Acquario di Cattolica
- Parco Acquatico dell'anno: Aqualandia
- Miglior Nuova Attrazione: U571 Subamarine Simulator di Movieland Studios e Ghostville di Mirabilandia
- Miglior Personale: Oltremare
- Miglior Ristorazione: La Locanda del Corsaro Nero di Gardaland
- Miglior Show: Broadway Melody di Gardaland
- Miglior Sito Web: Mirabilandia
- Premio ISCO ai migliori gadget personalizzati: Etnaland
- Parco Europeo dell'anno: Europa Park

Premi speciali a Giancarlo Casoli, al tempo direttore di Mirabilandia, e Saverio Mancini, proprietario dell'Aquapark Zambrone.

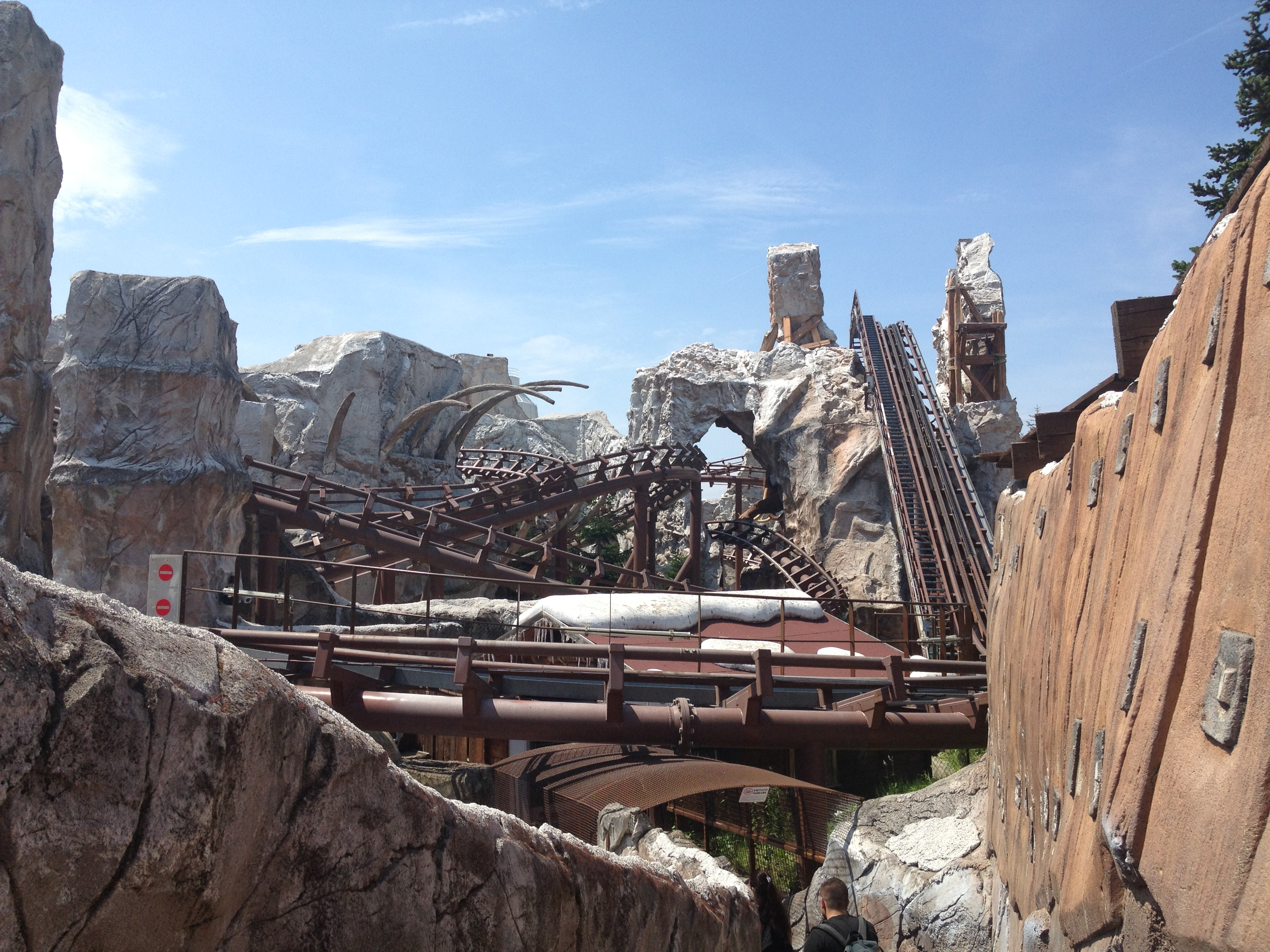
Mammut a Gardaland, miglior nuova attrazione 2007/2008

### Stagione 2007/2008
Nota: fino al 2007 i premi venivano consegnati nel mese di maggio e si riferivano alla stagione precedente, rendendo quindi impossibile per i parchi premiati l'inserimento dei loghi dei premi all'interno del materiale pubblicitario della nuova stagione, che viene mandato in stampa già a gennaio/febbraio. Per questo motivo l'edizione 2008 viene spostata al 20 settembre (a Gardaland) e vengono accorpate sia la stagione precedente (2007) che quella corrente (2008). Da questo momento in poi tutte le successive edizioni si svolgeranno nel periodo autunnale o invernale del medesimo anno preso in esame per rilasciare i premi.
- Parco Acquatico dell'anno: Acquapark Odissea 2000
- Miglior Nuova Attrazione: Mammut di Gardaland e Reset di Mirabilandia
- Miglior Personale: Aqualandia
- Miglior Ristorazione: La Vela di Etnaland
- Miglior Show: Hollywood Dreams di Gardaland
- Iniziativa Didattica: Movie Maker di Movieland Studios e Le geometrie del mare di Acquario di Genova
- Iniziativa Speciale: Musica al Parco di Parco Giardino Sigurtà
- Miglior Sito Web: Mirabilandia
- Premio ISCO ai migliori gadget personalizzati: Gardaland
- Parco Europeo dell'anno: Walt Disney Studios
- Miglior Evento Europeo: Halloween 2007 di Europa Park

Premi speciali a Cavallino Matto e Minitalia Leolandia.

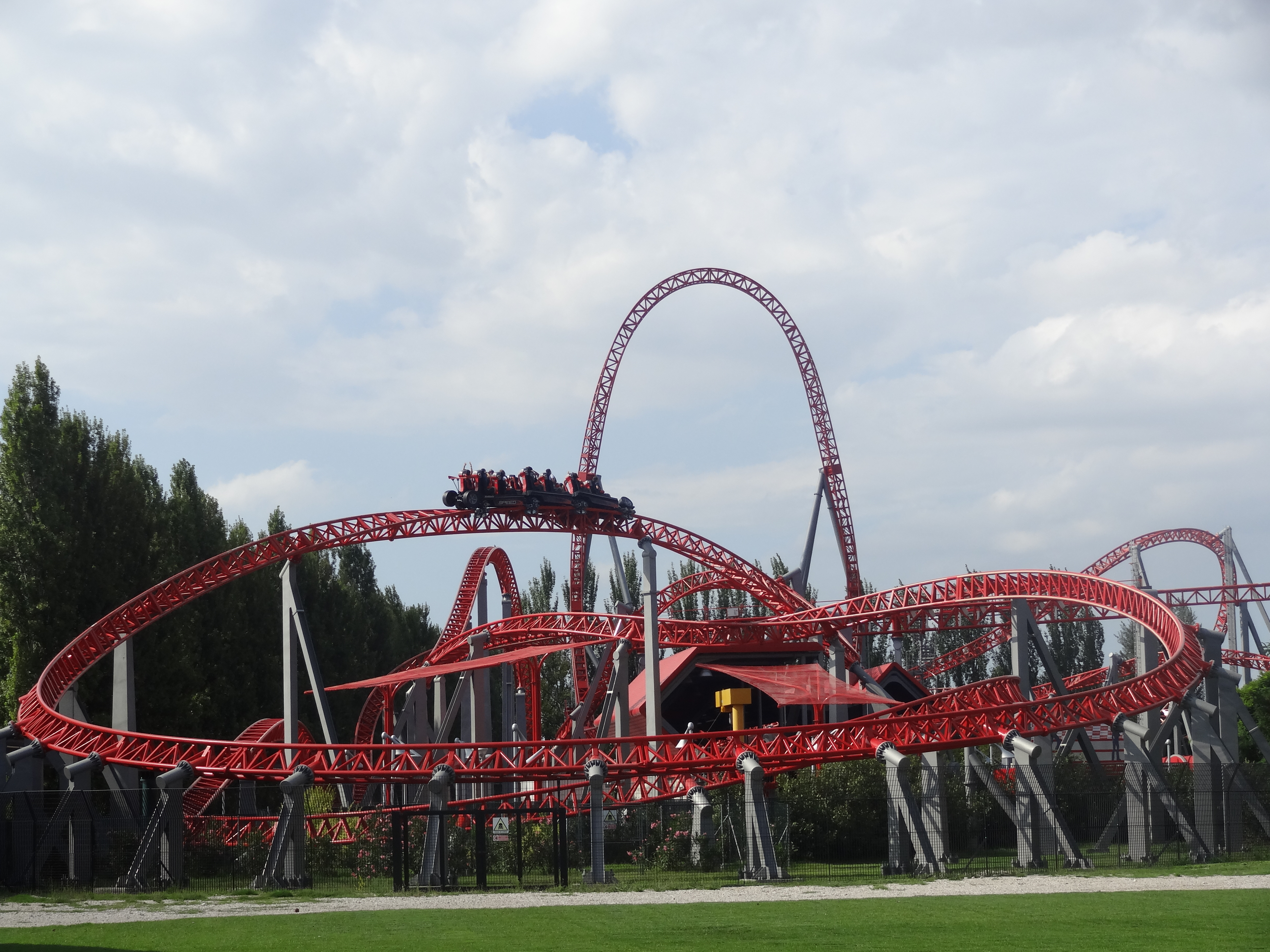
iSpeed di Mirabilandia, miglior nuova attrazione 2009

### Stagione 2009
- Parco dell'anno: Movieland Studios
- Parco Acquatico dell'anno: Aqualandia
- Miglior Nuova Attrazione: iSpeed di Mirabilandia
- Miglior Personale: Gardaland
- Miglior Show: The Illusionist di Movieland Studios
- Miglior Show Musicale: Il segreto di Miragica e Rockshow di Miragica
- Iniziativa Didattica: Dal museo al parco, passeggiando tra arte e natura di Parco Giardino SIgurtà
- Iniziativa Didattica: Luna Park della Scienza di Italia in Miniatura
- Iniziativa Speciale: Halloween 2008 di Minitalia Leolandia
- Miglior Sito Web: Oltremare
- Premio ISCO ai migliori gadget personalizzati: Movieland Studios
- Parco Europeo dell'anno: Europa Park
- Miglior Evento Europeo: Halloween 2008 di Movie Park Germany

Premi speciali a Miragica e a Cesare Pelucchi, come primo presidente d Gardaland e rappresentante dei soci fondatori di Gardaland.

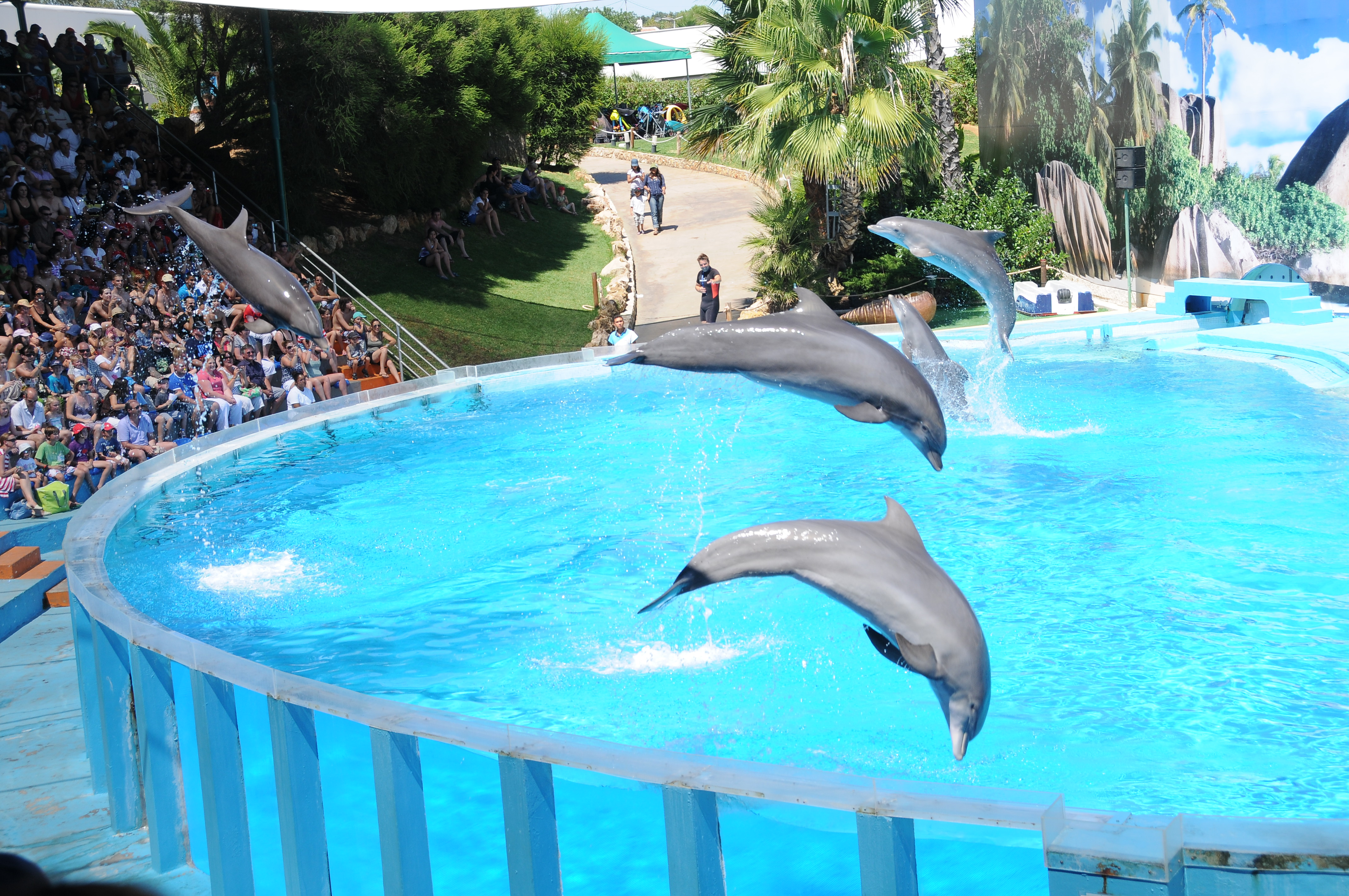
Zoomarine, parco dell'anno nel 2010

### Stagione 2010
- Parco dell'anno: Zoomarine
- Parco Acquatico dell'anno: Aqualandia
- Miglior Nuova Attrazione: Jungle Splash di Etnaland e Sentieri d'Africa di Parco Natura Viva
- Miglior Personale: Minitalia Leolandia
- Miglior Show: Scuola di Polizia di Mirabilandia
- Miglior Show Musicale: Legend di Gardaland
- Iniziativa Didattica: Parco Preistorico di Selva di Buffardello e Laboratorio in barca di Acquario di Cattolica
- Iniziativa Speciale: Un oceano di forme di vita di Acquario di Genova
- Miglior Sito Web: Minitalia Leolandia
- Premio ISCO ai migliori gadget personalizzati: Gardaland
- Parco Europeo dell'anno: Europa Park
- Miglior Evento Europeo: Halloween 2010 di PortAventura Park

Premi speciali a Zamperla, Alfa Park e Investindustrial.

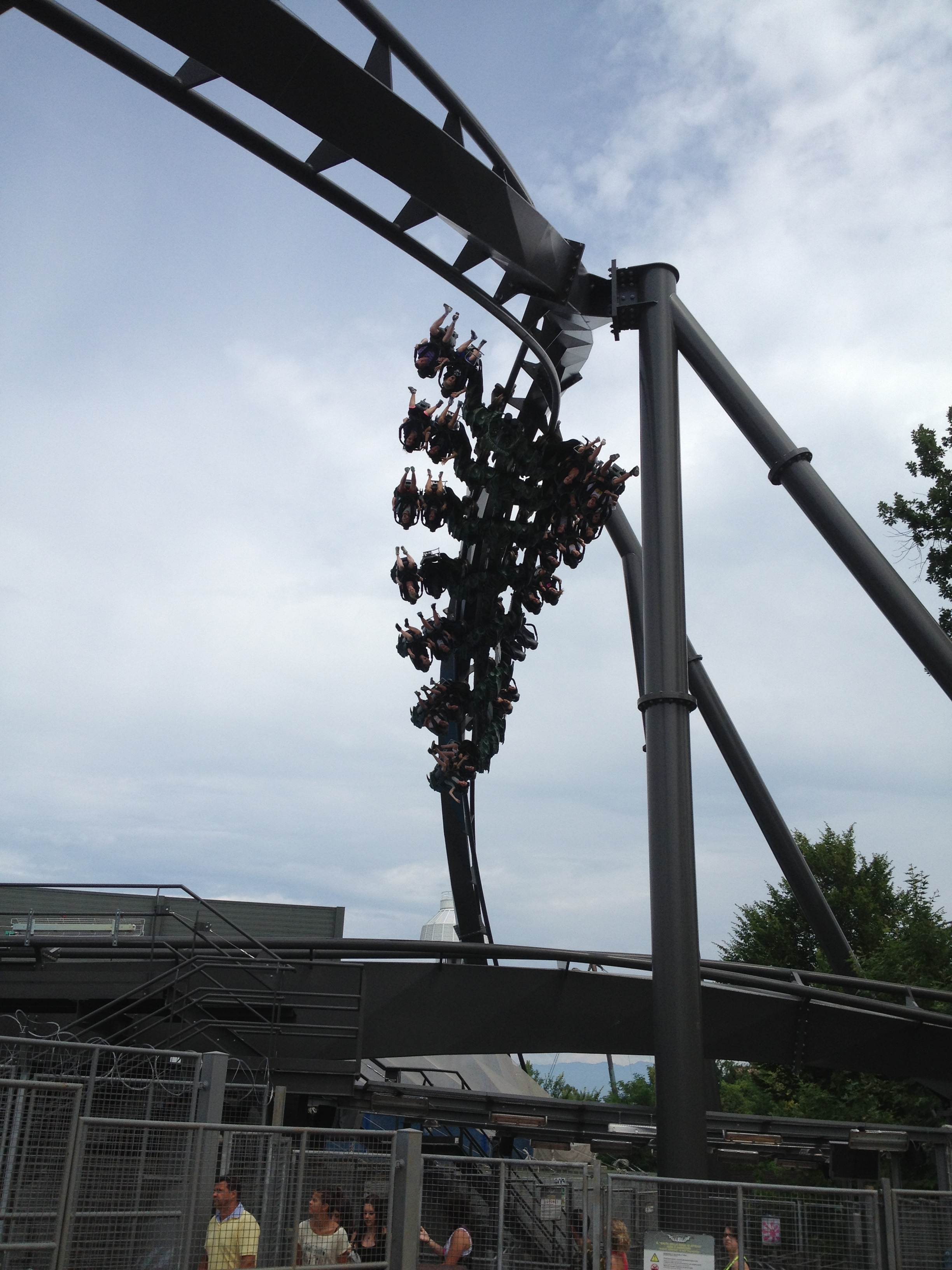
Raptor a Gardaland, miglior nuova attrazione 2011

### Stagione 2011
- Parco dell'anno: Minitalia Leolandia
- Parco Acquatico dell'anno: Aqualandia
- Miglior Nuova Attrazione: Huntik di Rainbow Magicland e Raptor di Gardaland
- Miglior Nuova Attrazione Family: Master Thai di Mirabilandia
- Miglior Personale: Gardaland
- Miglior Show Indoor: Museum  e Sabbia magica di Gardaland
- Miglior Show Outdoor: Alkimia (versione notturna) di Oltremare
- Parco Europeo dell'anno: Europa Park
- Miglior Iniziativa: Parco Giardino Sigurtà
- Miglior Nuova Attrazione Europea: Maus au chocolate di Phantasialand
- Miglior Evento Europeo: Halloween 2011 di PortAventura Park

Premi speciali a AcquaVillage Cecina, Aquaworld, Le Vele, Zoom e a Giorgio Tauber, per vent'anni direttore di Gardaland.

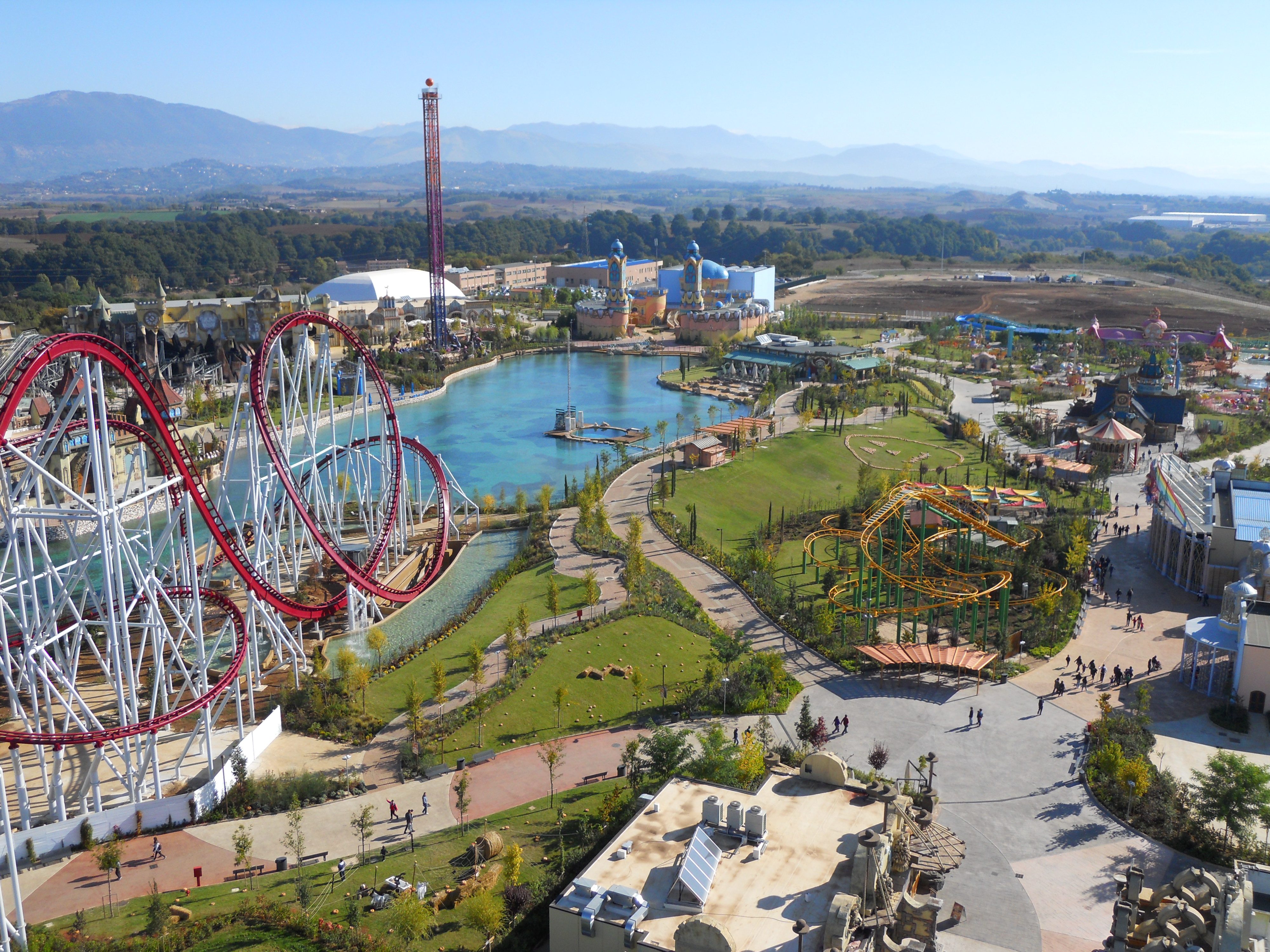
Rainbow Magicland, nato nel 2011, subito l'anno dopo si è aggiudicato il trofeo di parco dell'anno

### Stagione 2012
- Parco dell'anno: Rainbow Magicland
- Parco Acquatico dell'anno: Aqualandia
- Miglior Nuova Attrazione: Divertical di Mirabilandia
- Miglior Nuova Attrazione Family: Dragon River di Etnaland e Laguna dei Pirati di Zoomarine
- Miglior Personale: Minitalia Leolandia
- Miglior Show Indoor: Dancin' Queen di Mirabilandia
- Miglior Show Outdoor: Il sogno di Gardaland di Gardaland
- Miglior Spot per il Web: Etnaland
- Parco Europeo dell'anno: Europa Park
- Miglior Nuova Attrazione Europea: Shambhala di PortAventura Park
- Miglior Evento Europeo: 20 Years e Disney Dreams di Disneyland Paris

Premi speciali a AcquaVillage Cecina, AcquaVillage Follonica, Aquafollie, Aquardens, Le Caravelle, Cavallino Matto, Etnaland, Italia in Miniatura, Zoom e a Ferruccio Bighelli, fondatore del Parco Cavour.

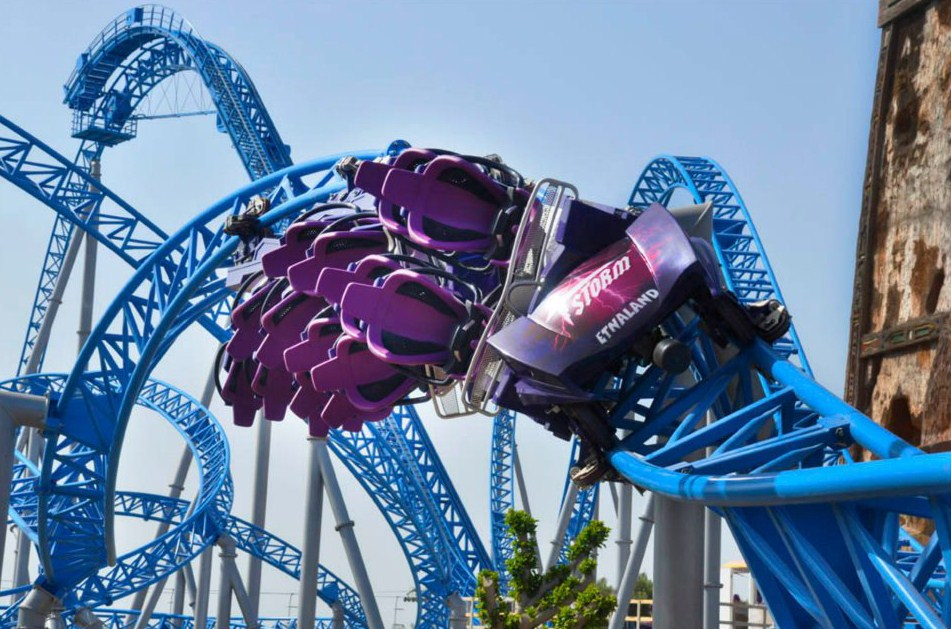
The Storm di Etnaland, nuova attrazione europea del 2013

### Stagione 2013
- Parco dell'anno: Etnaland
- Parco Acquatico dell'anno: Aqualandia
- Miglior Nuova Attrazione: Kitt SuperJet di Movieland Studios
- Miglior Nuova Attrazione Family: Mediterranea di Minitalia Leolandia
- Miglior Personale: Minitalia Leolandia
- Miglior Show Indoor: Madagascar - It's Circus Time di Gardaland e Alice nel parco delle mirabilie di Mirabilandia
- Miglior Show Outdoor: L'Isola Chenoncera di Oltremare
- Parco Europeo dell'anno: Puy du Fou
- Miglior Nuova Attrazione Europea: The Storm di Etnaland
- Miglior Evento Europeo: Halloween Horror Nights di Europa Park

Premi speciali a AcquaPark Egnazia, Acquario di Genova, Acquazzurra, Parco Cavour, Splash & Spa di Tamaro in Svizzera, Zoom e a Luciano Nicolis, fondatore del Museo Nicolis.

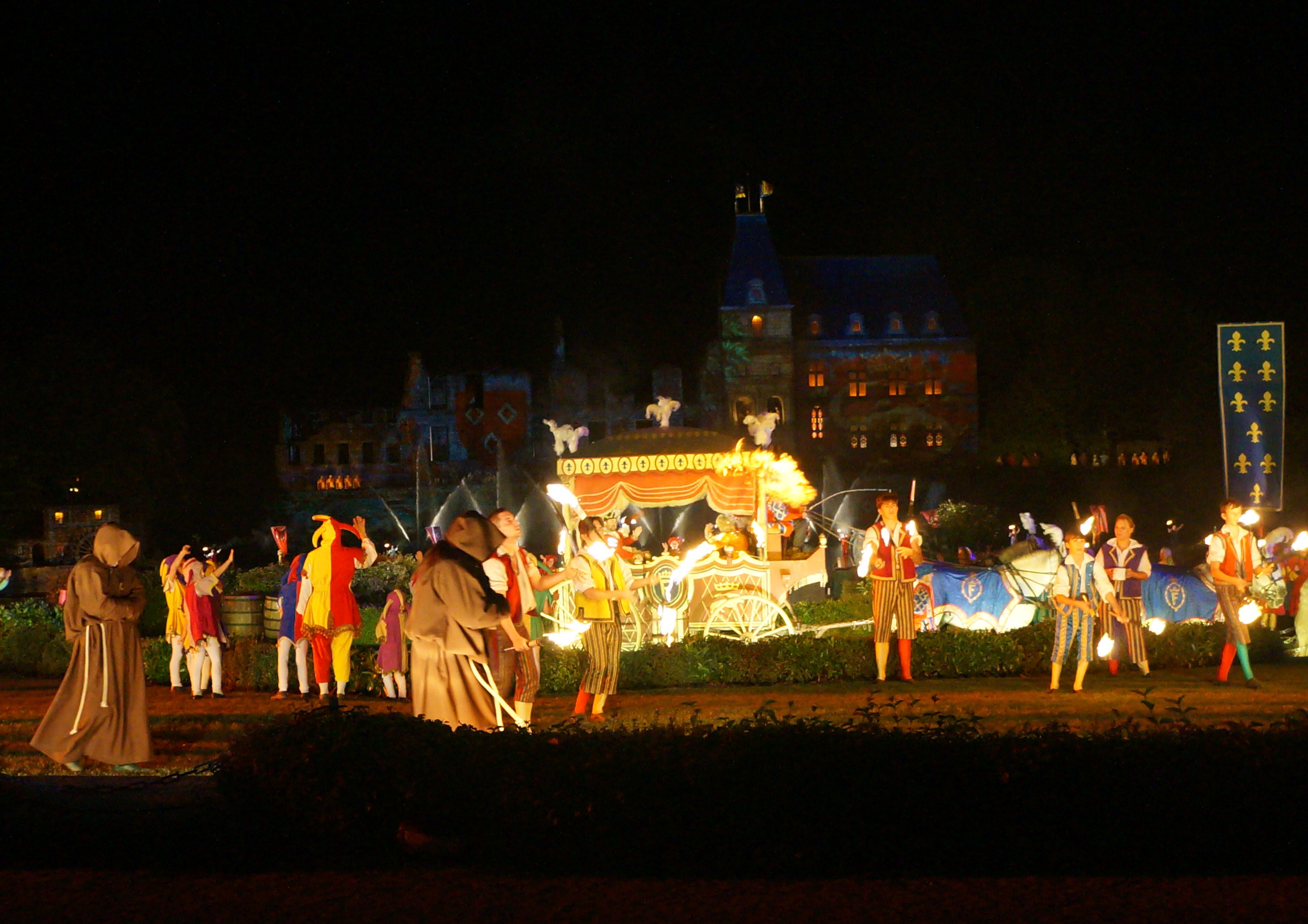
La Cinéscénie di Puy de Fou, evento europeo dell'anno 2014

### Stagione 2014
- Parco dell'anno: Gardaland
- Parco Acquatico dell'anno: Aqualandia
- Miglior Nuova Attrazione: DarkMare di Cinecittà World
- Miglior Nuova Attrazione Family: DinoLand di Mirabilandia
- Miglior Personale: Minitalia Leolandia
- Miglior Show Indoor: Enigma di Cinecittà World
- Miglior Show Outdoor: Illusion di Rainbow Magicland
- Parco Europeo dell'anno: Europa Park
- Miglior Nuova Attrazione Europea: Ratatouille di Walt Disney Studios
- Miglior Evento Europeo: La Cinéscénie di Puy du Fou

Premi speciali a Acquapark Ippocampo, Acquapark Odissea 2000, AcquaVillage Cecina, Aqualandia, Caneva Aquapark, Etnaland, Istralandia in Croazia, Zoom e al Gruppo Costa Edutainment.

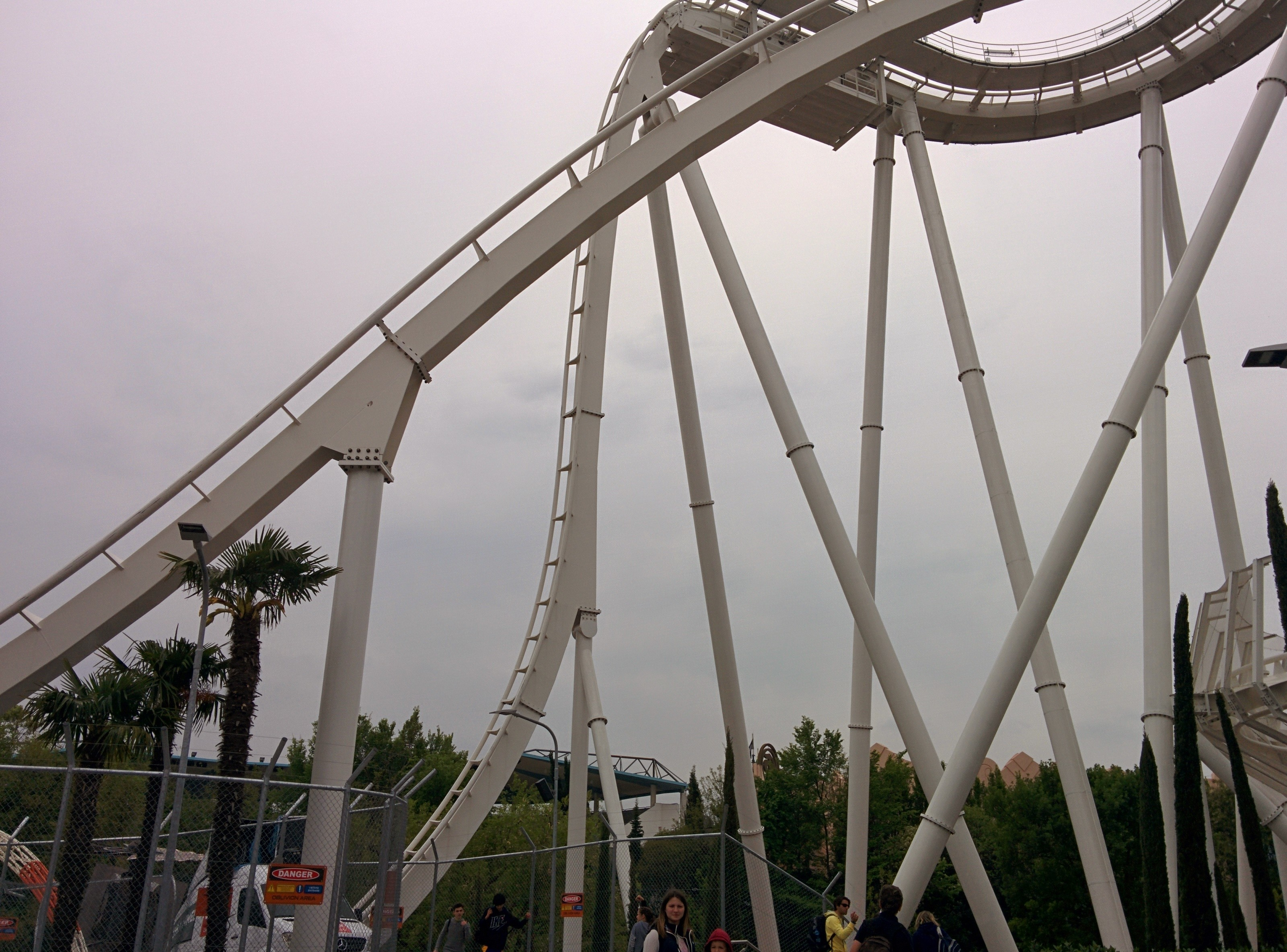
Oblivion - The Black Hole, primo dive machine italiano, miglior attrazione 2015 nell'anno dei 40 anni di Gardaland

### Stagione 2015
- Parco dell'anno: Gardaland
- Parco Acquatico dell'anno: Etnaland
- Miglior Nuova Attrazione: Oblivion - The Black Hole di Gardaland
- Miglior Nuova Attrazione Family: Area Peppa Pig di Minitalia Leolandia
- Miglior Personale: Gardaland
- Miglior Show Indoor: Emotion di Oltremare
- Miglior Show Outdoor: Le nuove avventure di Peter Pan di Mirabilandia
- Parco Europeo dell'anno: Europa Park
- Miglior Nuova Attrazione Europea: Baron 1898 di Efteling
- Miglior Evento Europeo: Frozen Summer Fun di Disneyland Paris

Premi speciali a AcquaVillage Follonica, Aqualandia, Carrisiland, Cavallino Matto, Movieland Studios, Rainbow Magicland e ad Armando Tamagnini, creatore del Bruco Mela.

## Parksmania Career Special Awards 2016
In occasione dello IAAPA Spring Forum, nel maggio 2016, Parksmania ha proposto un'edizione speciale europea dei suoi premi (in lingua inglese) presso il Gardaland Theatre del parco Gardaland. Ad essere insigniti del premio, numerose personalità dell'amusement mondiale: tra di loro, il presidente IAAPA Paul Noland, Greg Hale, Paul Chatelot e Mike Whiters della Walt Disney Company, la canadese Kathryn Woodcock, il presidente di EAASI e segretario tecnico di ANCASVI Gianni Chiari, Alfonso Amicabile di Canevaworld, Cesare Avesani del Parco Natura Viva e Franco Carini, primo direttore artistico di Gardaland nel 1975.